# 錫萊夫爾鎮區 (北卡羅萊納州加特利縣)
錫萊夫爾鎮區（英語：Sea Level Township）是位於美國北卡羅萊納州加特利縣的一個鎮區。

## 地方資料
錫萊夫爾鎮區的面積為29.52平方千米，皆為陸地。根據2020年美國人口普查的數據，當地共有人口349人，而人口密度為每平方千米11.82人。